# Manteier
Manteier (en francès Manteyer) és un municipi francès situat al departament dels Alts Alps i a la regió de Provença – Alps – Costa Blava.

## Demografia
| 1821                                       | 1962 | 1968 | 1975 | 1982 | 1990 | 1999 | 2006 | 2016 |
| ------------------------------------------ | ---- | ---- | ---- | ---- | ---- | ---- | ---- | ---- |
| 707                                        | 207  | 200  | 178  | 211  | 222  | 305  | 387  | 426  |
| Des de 1962: població sense dobles comptes |      |      |      |      |      |      |      |      |

## Administració
| Període                      | Identitat       | Partit |
| ---------------------------- | --------------- | ------ |
| 1995- mai de 2015 (dimissió) | Alain Chevalier | UMP    |
| 2015-2020                    | Guy Jullien     |        |
| 2020-                        | Robert Pauchon  |        |